# أديلا بوبيسكو
أديلا بوبيسكو (بالرومانية: Adela Popescu)‏ هي مغنية وممثلة رومانية، ولدت في 8 أكتوبر 1986 في Drăgășani ‏ في رومانيا.

## وصلات خارجية
- أديلا بوبيسكو على موقع IMDb (الإنجليزية)
- أديلا بوبيسكو على موقع ميوزك برينز (الإنجليزية)
- أديلا بوبيسكو على موقع ديسكوغز (الإنجليزية)
- أديلا بوبيسكو على موقع قاعدة بيانات الفيلم (الإنجليزية)
- أديلا بوبيسكو على موقع كينوبويسك (الروسية)